# Didymodon maschalogena
Didymodon maschalogena är en bladmossart som beskrevs av Brotherus 1909. Didymodon maschalogena ingår i släktet lansmossor, och familjen Pottiaceae. Inga underarter finns listade i Catalogue of Life.